# Estadio Parque Dr. Enrique Falco Lichtemberger
El Estadio Parque Dr. Enrique Falco Lichtemberger está ubicado en el barrio La Unión de Montevideo, Uruguay. Allí se disputaban los partidos del Albion Football Club, hasta que el escenario, de carente infraestructura y en mal estado, quedó en desuso. De todas formas, hay proyectos para revitalizar el estadio y mejorar sus alrededores.
En los últimos años, el club ha estado realizando tareas de mantenimiento para intentar mejorar su estructura.

## Historia

### historia
El club antiguamente tenía un predio en paso molino.
Este estadio cuenta con capacidad para 1.500 y está al lado del estadio de huracán buceo

## Instalaciones
Según el diseño proyectado del estadio, la gradería principal da hacia la calle Azara, el terreno donde se ubicarían las cabeceras lo hacen sobre Menorca y el Pje. Margot Vera respectivamente, mientras que el área donde se ubicaría las gradas enfrente al sector principal, apuntarían hacia la calle Juan José Castro.

## Acceso
Autobuses: Omnibus: 151, 195 y 370 además los próximos a la Avda. 8 de Octubre (distante a unas siete cuadras) y la Avda. Comercio (a unas seis cuadras)